# فرد هان
فرد هان (بالإنجليزية: Fred Hahn)‏ هو لاعب كرة قاعدة أمريكي، ولد في 16 فبراير 1929 في ناياك في الولايات المتحدة، وتوفي في 16 أغسطس 1984 في فالهالا في الولايات المتحدة.

## وصلات خارجية
- فرد هان على موقعبيزبول رفرنس.كوم (الدوري الرئيسي) (الإنجليزية)
- فرد هان على موقعبيزبول رفرنس.كوم (الدوري الثانوي) (الإنجليزية)